# 육조거리

조선 시대 육조거리를 재현한 모형, 서울역사박물관 소장

육조거리(六曹街)는 조선왕조의 중앙 관청이 밀집되어 있던 경복궁 광화문 앞 거리이다. 현재의 세종대로 광화문부터 세종대로 사거리 지점까지 구간으로, 정2품 관아(官衙)인 이조, 호조, 예조, 병조, 형조, 공조 등의 육조(六曹) 관청이 소재하고 있었기 때문에 이러한 명칭이 붙었다.
육조 이외에 조선시대 최고 관청인 의정부를 비롯하여 중추부, 한성부, 사헌부 등이 육조거리에 소재하였다. 세종대로 사거리 지점에 해당하는 육조거리의 끄트머리에는 나즈막한 황토 언덕이 있어서 이곳을 '황토현(黃土峴, 황토마루)'이라고 불렀다.

## 육조대로
- 구간 : 경복궁 광화문 앞에서 황토현까지 이르는 길 (약 550m 거리)
- 노폭 : 평균 58m[3]
- 인접 도로 (육조거리 남단 기준)

서쪽으로 새문안길 (서대문으로 연결되는 신문로)
동쪽으로 운종가 (동대문으로 연결되는 종로)

## 변천
- 조선 초기 육조거리 중앙 관청 배치

| 서편                            | 중앙 (경복궁)       | 동편          |
| ------------------------------- | ------------------- | ------------- |
| 도로 (서십자각-광화문-동십자각) |                     |               |
| 삼군부                          | 육조거리 (세종대로) | 의정부        |
| 도로 (사직단)                   | 육조거리 (세종대로) | 도로 (창덕궁) |
| 사헌부                          | 육조거리 (세종대로) | 이조          |
| 병조                            | 육조거리 (세종대로) | 한성부        |
| 형조                            | 육조거리 (세종대로) | 호조          |
| 공조                            | 육조거리 (세종대로) | 예조          |
| 장례원                          | 육조거리 (세종대로) | 민가          |
| 민가                            | 육조거리 (세종대로) | (기로소)      |
| 도로 (새문안길-황토현-운종가)   |                     |               |

- 조선 중기-후기 육조거리 중앙 관청 배치

| 서편                            | 중앙 (경복궁)       | 동편          |
| ------------------------------- | ------------------- | ------------- |
| 도로 (서십자각-광화문-동십자각) |                     |               |
| 예조                            | 육조거리 (세종대로) | 의정부        |
| 중추부                          | 육조거리 (세종대로) | 의정부        |
| 도로 (사직단)                   | 육조거리 (세종대로) | 도로 (창덕궁) |
| 사헌부                          | 육조거리 (세종대로) | 이조          |
| 병조                            | 육조거리 (세종대로) | 한성부        |
| 형조                            | 육조거리 (세종대로) | 호조          |
| 공조                            | 육조거리 (세종대로) | 민가          |
| (장례원)                        | 육조거리 (세종대로) | 기로소        |
| 민가                            | 육조거리 (세종대로) | 기로소        |
| 도로 (새문안길-황토현-운종가)   |                     |               |

- 대한제국 시기 중앙 관청 배치 (1898년 기준)

| 서편                            | 중앙 (경복궁)       | 동편          |
| ------------------------------- | ------------------- | ------------- |
| 도로 (서십자각-광화문-동십자각) |                     |               |
| 시위대                          | 육조거리 (세종대로) | 내부(內部)    |
| 중추원                          | 육조거리 (세종대로) | 내부(內部)    |
| 도로 (사직단)                   | 육조거리 (세종대로) | 도로 (창덕궁) |
| 농상공부                        | 육조거리 (세종대로) | 외부(外部)    |
| 군부                            | 육조거리 (세종대로) | 학부          |
| 법부                            | 육조거리 (세종대로) | 탁지부        |
| 농상공부 통신국                 | 육조거리 (세종대로) | 경무청        |
| 민가                            | 육조거리 (세종대로) | 기로소        |
| 도로 (새문안길-황토현-운종가)   | 육조거리 (세종대로) |               |

## 같이 보기
- 세종대로